# 1997 في ماليزيا
فيما يلي قوائم الأحداث التي وقعت خلال عام 1997 في ماليزيا.

## رياضة
- 1 يناير – جائزة ماليزيا الكبرى للدراجات النارية 1997

## ظهور
- 10 يناير – حجاز

## مواليد

### مارس
- 12 مارس – دومنيك تان جون جن لاعب كرة قدم ماليزي.